# Liga Europea femenina de voleibol 2023
La Liga Europea de Voleibol Femenino 2023 fue la decimocuarta edición de la Liga Europea de Voleibol Femenino anual , que cuenta con equipos nacionales de voleibol femenino de 17 países europeos. La fase final de la Liga de Oro contará con semifinales y finales que se jugarán en partidos de ida y vuelta. El ganador y el subcampeón se clasificarán para la Copa Challenger de Voleibol Femenino de 2023.
El torneo tiene dos divisiones: la Liga de Oro, que contó con nueve equipos, y la Liga de Plata, que contó con ocho equipos.

## Grupos

### Liga de Oro
| Grupo A                   | Grupo B              | Grupo C      |
| ------------------------- | -------------------- | ------------ |
| Bélgica (7)               | República Checa (10) | Francia (11) |
| Bosnia y Herzegovina (16) | Eslovaquia (15)      | Ucrania (13) |
| Suecia (17)               | Rumanía (21)         | Hungría (22) |

## Procedimiento de desempate
1. Número de partidos ganados
2. Puntos de partido
3. Proporción de puntos
4. Proporción de sets
5. Resultado del último partido entre los equipos empatados

- Partido ganado 3–0 o 3-1: 3 puntos de partido para el ganador, 0 puntos de partido para el perdedor.
- Partido ganado 3–2: 2 puntos de partido para el ganador , 1 puntos de partido para el perdedor.

## Ronda preliminar
- Del 27 de mayo al 17 de junio
- Todos los horarios corresponden a la hora local.

|  | Calificadas para ronda final |

### Grupo A
|     |                      | Partidos | Partidos | Partidos |     | Sets | Sets | Sets  | Puntos | Puntos | Puntos |
| Pos | Equipo               | PJ       | PG       | PP       | Pts | SG   | SP   | Ratio | PG     | PP     | Ratio  |
| --- | -------------------- | -------- | -------- | -------- | --- | ---- | ---- | ----- | ------ | ------ | ------ |
| 1.º | Bélgica              | 4        | 3        | 1        | 9   | 10   | 4    | 2.500 | 334    | 286    | 1.168  |
| 2.º | Suecia               | 4        | 3        | 1        | 8   | 10   | 7    | 1.429 | 380    | 364    | 1.044  |
| 3.º | Bosnia y Herzegovina | 4        | 0        | 4        | 1   | 3    | 12   | 0.250 | 287    | 351    | 0.818  |

| Fecha       | Hora  | Equipo 1             | Sets  | Equipo 2             | Set 1 | Set 2 | Set 3 | Set 4 | Set 5 | Total  |
| ----------- | ----- | -------------------- | ----- | -------------------- | ----- | ----- | ----- | ----- | ----- | ------ |
| 27 de mayo  | 20:00 | Bélgica              | 3 : 0 | Bosnia y Herzegovina | 25-17 | 25-18 | 25-17 |       |       | 75-52  |
| 31 de mayo  | 18:00 | Suecia               | 3 : 1 | Bosnia y Herzegovina | 25-22 | 26-24 | 22-25 | 25-22 |       | 98-93  |
| 3 de junio  | 17:00 | Bélgica              | 3 : 1 | Suecia               | 25-22 | 25-14 | 20-25 | 25-17 |       | 95-78  |
| 10 de junio | 17:00 | Bosnia y Herzegovina | 2 : 3 | Suecia               | 25-21 | 25-17 | 13-25 | 16-25 | 8-15  | 87-103 |
| 14 de junio | 18:00 | Bosnia y Herzegovina | 0 : 3 | Bélgica              | 23-25 | 14-25 | 18-25 |       |       | 55-75  |
| 17 de junio | 16:00 | Suecia               | 3 : 1 | Bélgica              | 25-23 | 26-28 | 25-23 | 25-15 |       | 101-89 |

### Grupo B
|     |                 | Partidos | Partidos | Partidos |     | Sets | Sets | Sets  | Puntos | Puntos | Puntos |
| Pos | Equipo          | PJ       | PG       | PP       | Pts | SG   | SP   | Ratio | PG     | PP     | Ratio  |
| --- | --------------- | -------- | -------- | -------- | --- | ---- | ---- | ----- | ------ | ------ | ------ |
| 1.º | República Checa | 4        | 3        | 1        | 9   | 10   | 5    | 2.000 | 344    | 303    | 1.135  |
| 2.º | Eslovaquia      | 4        | 2        | 2        | 6   | 7    | 8    | 0.875 | 314    | 333    | 0.943  |
| 3.º | Rumanía         | 4        | 1        | 3        | 3   | 6    | 10   | 0.600 | 338    | 360    | 0.939  |

| Fecha       | Hora  | Equipo 1        | Sets  | Equipo 2        | Set 1 | Set 2 | Set 3 | Set 4 | Set 5 | Total |
| ----------- | ----- | --------------- | ----- | --------------- | ----- | ----- | ----- | ----- | ----- | ----- |
| 27 de mayo  | 17:00 | Rumania         | 1 : 3 | Eslovaquia      | 22-25 | 12-25 | 25-19 | 18-25 |       | 77-94 |
| 31 de mayo  | 16:00 | República Checa | 3 : 1 | Eslovaquia      | 25-16 | 22-25 | 25-20 | 25-11 |       | 97-72 |
| 3 de junio  | 16:00 | República Checa | 1 : 3 | Rumanía         | 17-25 | 25-15 | 18-25 | 18-25 |       | 78–90 |
| 8 de junio  | 17:00 | Rumania         | 1 : 3 | República Checa | 25-16 | 23-25 | 26-28 | 13-25 |       | 87-94 |
| 14 de junio | 20:00 | Eslovaquia      | 0 : 3 | República Checa | 15-25 | 20-25 | 19-25 |       |       | 54-75 |
| 17 de junio | 19:00 | Eslovaquia      | 3 : 1 | Eslovaquia      | 25-18 | 25-18 | 19-25 | 25-23 |       | 94–84 |

### Grupo C
|     |         | Partidos | Partidos | Partidos |     | Sets | Sets | Sets  | Puntos | Puntos | Puntos |
| Pos | Equipo  | PJ       | PG       | PP       | Pts | SG   | SP   | Ratio | PG     | PP     | Ratio  |
| --- | ------- | -------- | -------- | -------- | --- | ---- | ---- | ----- | ------ | ------ | ------ |
| 1.º | Ucrania | 4        | 3        | 1        | 9   | 10   | 6    | 1.667 | 369    | 333    | 1.108  |
| 2.º | Francia | 4        | 2        | 2        | 6   | 8    | 8    | 1.000 | 349    | 348    | 1.003  |
| 3.º | Hungría | 4        | 1        | 3        | 3   | 6    | 10   | 0.600 | 339    | 376    | 0.902  |

| Fecha       | Hora  | Equipo 1 | Sets  | Equipo 2 | Set 1 | Set 2 | Set 3 | Set 4 | Set 5 | Total |
| ----------- | ----- | -------- | ----- | -------- | ----- | ----- | ----- | ----- | ----- | ----- |
| 27 de mayo  | 19:00 | Hungría  | 1 : 3 | Ucrania  | 25-22 | 25-27 | 9-25  | 23-25 |       | 82-99 |
| 28 de mayo  | 17:30 | Ucrania  | 3 : 1 | Hungría  | 25-17 | 22-25 | 25-15 | 26-24 |       | 98-81 |
| 4 de junio  | 15:00 | Francia  | 1 : 3 | Hungría  | 20-25 | 25-19 | 22-25 | 23-25 |       | 90–94 |
| 10 de junio | 19:00 | Hungría  | 1 : 3 | Francia  | 20-25 | 25-14 | 15-25 | 22-25 |       | 82-89 |
| 14 de junio | 18:00 | Ucrania  | 3 : 1 | Francia  | 25-21 | 25-17 | 17-25 | 25-11 |       | 92-74 |
| 18 de junio | 15:00 | Francia  | 3 : 1 | Ucrania  | 25-18 | 21-25 | 25-16 | 25-21 |       | 96–80 |

## Ronda final
- Del 25 de junio al 9 de julio
- Todos los horarios corresponden a la hora local.

|  | Semifinales | Semifinales     | Semifinales | Semifinales |   |        | Final  | Final | Final | Final |  |
|  |             |                 |             |             |   |        |        |       |       |       |  |
|  |             |                 |             |             |   |        |        |       |       |       |  |
|  | 1           | Bélgica         | 2           | 0           |   |        |        |       |       |       |  |
|  | 1           | Bélgica         | 2           | 0           |   |        |        |       |       |       |  |
|  | 4           | Suecia          | 3           | 3           |   |        |        |       |       |       |  |
|  | 4           | Suecia          | 3           | 3           |   | Suecia | Suecia | 0     | 0     |       |  |
|  |             |                 |             |             |   | Suecia | Suecia | 0     | 0     |       |  |
|  |             |                 | Ucrania     | Ucrania     | 3 | 3      |        |       |       |       |  |
|  | 3           | Ucrania         | Ucrania     | Ucrania     | 3 | 3      | 3      | 3     |       |       |  |
|  | 3           | Ucrania         |             |             |   |        | 3      | 3     |       |       |  |
|  | 2           | República Checa | 0           | 1           |   |        |        |       |       |       |  |
|  | 2           | República Checa | 0           | 1           |   |        |        |       |       |       |  |
|  |             |                 |             |             |   |        |        |       |       |       |  |

### Semifinales
| Fecha       | Hora  | Equipo 1        | Sets  | Equipo 2        | Set 1 | Set 2 | Set 3 | Set 4 | Set 5 | Total   |
| ----------- | ----- | --------------- | ----- | --------------- | ----- | ----- | ----- | ----- | ----- | ------- |
| 25 de junio | 18:00 | Ucrania         | 3 : 0 | República Checa | 25-22 | 25-23 | 25-17 |       |       | 75-62   |
| 26 de junio | 15:00 | Suecia          | 3 : 2 | Bélgica         | 24-26 | 25-16 | 16-25 | 25-17 | 18-16 | 108-100 |
| 28 de junio | 18:00 | República Checa | 1 : 3 | Ucrania         | 25-22 | 11-25 | 22-25 | 16-25 |       | 74-97   |
| 28 de junio | 20:00 | Bélgica         | 0 : 3 | Suecia          | 20-25 | 26-28 | 17-25 |       |       | 63-78   |

### Final
| Fecha      | Hora  | Equipo 1 | Sets  | Equipo 2 | Set 1 | Set 2 | Set 3 | Set 4 | Set 5 | Total |
| ---------- | ----- | -------- | ----- | -------- | ----- | ----- | ----- | ----- | ----- | ----- |
| 6 de julio | 18:00 | Ucrania  | 3 : 0 | Suecia   | 25-15 | 25-20 | 25-19 |       |       | 75-54 |
| 9 de julio | 16:00 | Suecia   | 0 : 3 | Ucrania  | 17-25 | 22-25 | 30-32 |       |       | 69-82 |

## Posiciones finales
| Pos.              | Equipo               |
| ----------------- | -------------------- |
| Medalla de oro    | Ucrania VCC          |
| Medalla de plata  | Suecia VCC           |
| Medalla de bronce | Bélgica              |
| Medalla de bronce | República Checa      |
| 5                 | Francia              |
| 5                 | Eslovaquia           |
| 7                 | Rumanía              |
| 7                 | Hungría              |
| 7                 | Bosnia y Herzegovina |

| \| \| \| \| \| Campeón Ucrania 2.º título \| Plantel: 1 Oleksandra Bytsenko, 3 Kateryna Zhylinska, 4 Alika Lutsenko, 5 Marharyta Geiko, 6 Krystyna Niemtseva, 7 Svitlana Dorsman , 9 Viktoriia Oliinyk, 10 Maryna Mazenko, 11 Stanislava Parfonova, 12 Diana Frankevych, 14 Daria Sharhorodska, 16 Anastasiia Maievska, 17 Olesia Rykhliuk, 18 Kateryna Vasylieva, 19 Viktoriia Danchak, 21 Kima Zharkkova, 22 Yuliia Dymar, 23 Valeriia Yakusheva, 24 Anastasiia Kraiduba, 26 Ulyana Kotar, 27 Kseniia Puhach, 30 Diana Meliushkyna, 33 Polina Dziuba, 44 Olena Rudyk. Entrenador: Ivan Petkov |
| |
| |
| Campeón Ucrania 2.º título |

|                            |
|                            |
| Campeón Ucrania 2.º título |